# Kashta
Maatra Kashta fue rey de la dinastía Kushita (760 a. C. - 747 a. C.), sucediendo a su hermano Alara. 
Gobernando desde Napata ejerció un fuerte grado de influencia sobre el Alto Egipto aunque no lo controló. 
Logró situar a su hija, Amenirdis I, en el cargo de Divina adoratriz de Amón en Tebas. 
En Elefantina (Asuán) se ha encontrado una estela de su época, en el templo dedicado al dios Jnum, lo que acredita su influencia en esta región.

## Enterramiento
Las pirámides de el-Kurru contienen las tumbas de Kashta y de su hijo Pianjy (Piye), junto con las de sus sucesores, Shabako, Shabitko y Tanutamani y otras. 
La parte más alta del cementerio contiene 4 tumbas de túmulos (Tum.1,2,4 y 5). Al este de las tumbas de túmulos se encuentra una fila de al menos ocho pirámides. Una de ellas se introduce parcialmente en una tumba de túmulo (Tum.19). La más al sur de esta hilera de pirámides pertenece (presumiblemente) a su esposa Pebatjma. Antes de esta fila hay otra fila de pirámides que incluye las de Pianjy, Shabako y Tanutamani.
Al sur de la (presunta) pirámide de Pebatjma hay que cruzar el uadi del sur para llegar a las pirámides del sur. Estas son las pirámides de las reinas: Naparaye (K.3), Jensa (K.4), Qalhata (K.5) y Arty (K.6).

## Titulatura
| Titulatura | Jeroglífico | Transliteración (transcripción) - traducción - (referencias) |

| N5 | U4 |

| N5 | U4 |

| N5 | U4 |

| N5 | U4 |

| N5 | U4 |

| N5 | U4 |

| N5 | U4 |

| N5 | U4 |

| N5 | U4 |

| N5 | U4 |

| N5 | U4 |

| N5 | U4 |

| N5 | U4 |

| N5 | U4 |

| N5 | U4 |

| N5 | U4 |

| E1 | N37 · V13 |

| E1 | N37 · V13 |

| E1 | N37 · V13 |

| E1 | N37 · V13 |

| E1 | N37 · V13 |

| E1 | N37 · V13 |

| E1 | N37 · V13 |

| E1 | N37 · V13 |

| E1 | N37 · V13 |

| E1 | N37 · V13 |

| E1 | N37 · V13 |

| E1 | N37 · V13 |

| E1 | N37 · V13 |

| E1 | N37 · V13 |

| E1 | N37 · V13 |

| E1 | N37 · V13 |

| D28 | N37 · N16 |

| D28 | N37 · N16 |

| D28 | N37 · N16 |

| D28 | N37 · N16 |

| D28 | N37 · N16 |

| D28 | N37 · N16 |

| D28 | N37 · N16 |

| D28 | N37 · N16 |

| D28 | N37 · N16 |

| D28 | N37 · N16 |

| D28 | N37 · N16 |

| D28 | N37 · N16 |

| D28 | N37 · N16 |

| D28 | N37 · N16 |

| D28 | N37 · N16 |

| D28 | N37 · N16 |

| D28 | M8 · V13 |

| D28 | M8 · V13 |

| D28 | M8 · V13 |

| D28 | M8 · V13 |

| D28 | M8 · V13 |

| D28 | M8 · V13 |

| D28 | M8 · V13 |

| D28 | M8 · V13 |

| D28 | M8 · V13 |

| D28 | M8 · V13 |

| D28 | M8 · V13 |

| D28 | M8 · V13 |

| D28 | M8 · V13 |

| D28 | M8 · V13 |

| D28 | M8 · V13 |

| D28 | M8 · V13 |